# Sterkfontein
Sterkfontein – zespół wapiennych jaskiń położonych w prowincji Gauteng niedaleko miasta Krugersdorp w Republice Południowej Afryki. Znajdują się one w tym samym rejonie co stanowiska archeologiczne Swartkrans, Kromdraai oraz Wielka Jaskinia Kromdraai.
W jaskini prowadzone są prace paleontologiczne po tym, jak w 1936 roku znaleziono tam jedne z najstarszych szczątków dorosłego australopiteka. Szczątki datowane były na 2,6–2,8 miliona lat. Nieopodal szczątków znaleziono również drewniane i kamienne narzędzia. W 1997 roku odkryto w jaskini niemal kompletny szkielet australopiteka datowanego na 2,3–2,2 miliona lat. Odkrycia dokonał dr Ronald Clarke, a znalezionego australopiteka nazwał Mała Stopa.
Sterkfontein wraz ze Swartkrans, Kromdraai i Wielką Jaskinią zostało wpisane w 1999 r. na listę światowego dziedzictwa UNESCO.